# Harold Borko
Harold Borko (Nova York, 4 de febrer de 1922 - Santa Mónica, 7 d'abril de 2012) va ser un psicòleg i documentalista nord-americà. Va ser un dels principals teòrics que van estudiar la informació com a ciència.

## Biografia
Va néixer a la ciutat de Nova York (EUA) i estudia psicologia a la Universitat de Califòrnia a Los Angeles el 1948, ampliant els seus estudis amb un màster en psicometria el 1949 i un doctorat el 1952. Va ser psicòleg de l'Armada dels Estats Units des de 1952 a 1956, a més va treballar com a sociòleg en la corporació RAND a mitjans dels 50. El 1957 s'incorpora a la vida universitària fent classes d'informàtica aplicada a la recerca en psicologia a la Universitat del Sud de Califòrnia, centre en el qual treballa fins a 1966, any que fitxa per la Universitat de Califòrnia a Los Angeles per començar a fer classes en Informació i Documentació.
El 1968, amb motiu del canvi de nom del American Documentation Institut (Institut americà de documentació) per la American Society for Information Science (Societat Americana de Ciències de la Informació), Harold Borko va escriure un article titulat Information Science: What is it? que fou un pilar fonamental en el desenvolupament de la Informació com a disciplina científica i que va donar pas a una abundant recerca teòrica en aquest camp.
Harold Borko va escriure dos llibres seminals en Documentació: Abstracting Concepts and Methods el 1975 al costat de Charles Bernier, i Indexing Concepts and Methods el 1979.
Va ser president de la American Society for Information Science el 1966 i va ser membre de diferents organitzacions americanes i internacionals, entre elles la Federació Internacional de Documentació. Va rebre el Premi ASIS&T al Mèrit acadèmic l'any 1994.
Va morir a Santa Mónica, (EUA) als 90 anys.

## Teories en Informació i Documentació
Influït per les definicions exposades sobre aquest concepte durant 1962 en l'Institut Tecnològic de Geòrgia, Borko considera que la definició d'informació, com a disciplina científica, és la d'una ciència interdisciplinària que investiga les propietats i comportament de la informació, així com les forces que governen el flux i l'ús d'aquesta. Aquest procés implicaria les tècniques, tant manuals com a mecàniques, del procés informatiu per millorar l'emmagatzematge, la recuperació i la disseminació. És per això que considera que la Informació té dos aspectes: ciència pura i ciència aplicada.
A més, Borko estima que la biblioteconomia i, sobretot, la documentació, versarien sobre els aspectes aplicats de la Informació. Borko considera que la Documentació té com a objectiu l'adquisició, emmagatzematge, recuperació i disseminació (aspectes tècnics) de la informació registrada. Borko seria el primer autor a fixar el concepte de ciència de la Documentació en el camp de la ciència de la Informació, especialment en la Recuperació d'informació. Per tant, Documentació seria la ciència aplicada d'Informació; i estaria encarregada del perfeccionament del flux d'informació en les estructures encarregades d'acumular-la i transmetre-la mitjançant llibres o revistes, i llocs on aquesta s'organitza com a biblioteques o centres de documentació, prenent en compte als nous mitjans de comunicació com la ràdio o la televisió.
Finalment, Borko va considerar el terme gestor d'informació (information cientist) proposat per Vickery, com aquell que treballa en el nivell docent, la recerca i l'aplicació pràctica dels sistemes d'informació.

## Publicacions de Harold Borko
- BORKO, H. Information Science: What is it? American Documentation, v.19, n.1, p. 3-5, Jan. 1968.
- BORKO, Harold (Ed.). Computer applications in the behavioral sciences. Englewood Cliffs: Prentice-Hall, 1962. 633 p.
- BORKO, Harold (Ed.). Targets for research in library education. Chicago, American Library Association, 1973. 239 p.
- BORKO, Harold. Automated language processing. New York: John Wiley & Sons. 1967. 386p.
- BORKO, Harold. Organization and structure of a National System of Scientific and Technological Information (SNICT). Paris:UNESCO, 1972 27p.
- BORKO, Harold.; BERNIER, Charles. L. Abstracting concepts and methods. New York: Academic Press, 1975. 250 p.
- BORKO, Harold.; SCHUR, H.; AMEY, G.X.; SAMUELSON, K. System analysis, an approach to information: FID/T tutorial report. Stockholm: 1970 60f. ((FID publication))
- BORKO, Harold; BERNIER, Charles. L. Indexing concepts and methods. New York: Academic Press, 1978. 261 p.
- SACKMAN, Harold.; BORKO, Harold.(Ed.). Computers and the problems of society. Montvale; New Jersey: Afips, 1972. 575p.
- SAMUELSON, K.; BORKO H.; AMEY, G. X. Information systems and networks: design and pla- ing guidelines of informatics for managers, decision makers and systems analysts. Amsterdam: North-Holland Pub, 1977. 148 p.